# Acropora pichoni
Acropora pichoni is een rifkoralensoort uit de familie van de Acroporidae. De wetenschappelijke naam van de soort is voor het eerst geldig gepubliceerd in 1999 door Wallace.